# Lipaphnaeus aderna
Lipaphnaeus aderna is een vlinder uit de familie van de Lycaenidae. De wetenschappelijke naam van de soort is voor het eerst gepubliceerd in 1880 door Carl Plötz.

## Verspreiding
De soort komt voor in Sierra Leone, Liberia, Ivoorkust, Ghana, Nigeria, Kameroen, Gabon, Congo-Kinshasa, Oeganda, Kenia, Tanzania, Angola, Zambia, Malawi, Mozambique en Zimbabwe.

## Waardplanten
De rups leeft op Maesa lanceolata (Myrsinaceae).

## Ondersoorten
- Lipaphnaeus aderna aderna (Plötz, 1880)
  - = Zeritis fallax Sharpe, 1890
  - = Zeritis latifimbriata Sharpe, 1890
  - = Aphnaeus ruficaudis Strand, 1918
- Lipaphnaeus aderna pan (Talbot, 1935)
- Lipaphnaeus aderna spindasoides (Aurivillius, 1916)
  - = Aphnaeus spindasoides Aurivillius, 1916